# Lambert Croux
Lambert (Bertie) V.J. Croux (ur. 6 marca 1927 w Bilzen, zm. 8 lipca 2020 w Hasselt) – belgijski polityk, prawnik i samorządowiec, senator, poseł do Parlamentu Europejskiego I i II kadencji.

## Życiorys
Ukończył studia prawnicze, pracował w koncernie piwowarskim Alken-Maes i jako adwokat w Tongeren. Zajmował stanowiska kierownicze w ramach Wyższej Szkoły Ekonomicznej w Limburgu i Centrum Uniwersyteckiego w Hasselt.
Zaangażował w działalność Chrześcijańskiej Partii Ludowej. Od 1953 do 1961 był radnym w Bilzen, po przeprowadzce pełnił tę funkcję w mieście Alken. Do 1977 sprawował też mandat radnego prowincji Limburgia. W kadencji 1977–1981 zasiadał w Senacie i jednocześnie należał do rady kulturowej Wspólnoty Flamandzkiej (w 1980 przekształconej w parlament). W 1979 i 1984 wybierany do Parlamentu Europejskiego, w 1984 jako lider listy. Należał do Europejskiej Partii Ludowej, od 1987 do 1989 będąc jej wiceprzewodniczącym. Został wiceszefem Komisji ds. Instytucjonalnych (1984–1987) i Delegacji ds. stosunków z Japonią (1985–1987).
Miał pięcioro dzieci.